# Fatiha Boudiaf
Fatiha Boudiaf (Orã, 28 de novembro de 1944) é uma ativista argelina, viúva e segunda esposa do ex-presidente argelino Mohamed Boudiaf. Após o seu assassinato em 1992, ela criou a Fundação Boudiaf para divulgar a mensagem de paz do seu marido. Boudiaf tem criticado abertamente a condenação de Lambarek Boumaarafi, dizendo que havia uma conspiração maior relativamente à morte do seu ex-marido e exigiu que a investigação fosse reaberta.

## Morte de Mohamed Boudiaf
Boudiaf foi a segunda esposa do presidente argelino Mohamed Boudiaf. Ela denunciou a investigação oficial do assassinato do seu marido, sugerindo que não foi obra de um fanático solitário, mas parte de uma conspiração maior. Boudiaf tentou visitar Lambarek Boumaarafi, o homem que foi condenado pelo assassinato do seu marido, enquanto ele estava na prisão, mas o pedido foi recusado pelas autoridades.
Ela teorizou que a pessoa que matou o seu marido ainda não foi presa. Em 2016, ela acusou quatro ex-oficiais superiores do exército do assassinato do seu marido, e enviou uma carta aberta ao ex-presidente, Abdelaziz Bouteflika, exigindo a reabertura do caso.

## Ativismo
Ela criou a Fundação Boudiaf, pela qual recebeu o Prémio Príncipe das Astúrias de Cooperação Internacional em 1998. A fundação foi criada em homenagem ao falecido marido de Boudiaf e trabalha para espalhar uma mensagem de paz e educação para todos os cidadãos da Argélia. Todos os anos, no aniversário da morte do ex-presidente Boudiaf, a fundação celebra a sua vida.